# Christian Tréguier
Christian Tréguier est un artiste lyrique français né le 13 juin 1946 à Saint-Brieuc.

## Biographie
Christian Tréguier débute la musique à Saint-Brieuc, dès l'âge de cinq ans, par l'apprentissage du violon puis du hautbois, tout en chantant dans la maîtrise de la Cathédrale. Après des études de lettres, il choisit de se consacrer au chant. Il est lauréat du Conservatoire national supérieur de musique et de danse de Paris où il fut l’élève d’Irène Joachim et de Xavier Depraz.
Depuis lors, sa carrière se poursuit sans interruption sur les grandes scènes nationales et internationales. Connu pour avoir interprété un très grand nombre de rôles, il est notamment salué par la critique pour ses rôles d'Arkel dans Pélléas et Mélisande de Debussy, du Marquis de la Force dans Dialogues des Carmélites de Francis Poulenc, du Comte des Grieux dans Manon de Jules Massenet, du Bailli du Werther de Massenet, ou encore Socrate dans Le dernier jour de Socrate de Graciane Finzi et Jean-Claude Carrière . 
Christian Tréguier a enseigné la technique vocale au Conservatoire national supérieur d'art dramatique de Paris. Il est régulièrement sollicité pour diriger de jeunes chanteurs dans le cadre d’Ateliers lyriques. Il a été également conseiller artistique auprès de Pierre Barrat dans le cadre de l'Atelier lyrique du Rhin. 

## Carrière
(octobre 2020).
 (octobre 2020).

### 1969-1971
Animateur culturel. Monte « Chacun sa vérité » de Pirandello , et plusieurs soirées de lectures.

### De 1972 à 1985
- A l’Atelier lyrique du Rhin, fondé et dirigé par Pierre Barrat, direction musicale Yves Prin :
  - La fournaise ardente (rôle : l'Astrologue), opéra de Benjamin Britten, mise en scène de Pierre Barrat.
  - 1976 : Histoire de loups, mise en scène de Pierre Barrat ; texte de Marie-Noël Rio ; musique de Georges Aperghis au Cloître des Célestins (Avignon)[1].
  - 1979 : Le Château de Barbe-Bleue (rôle : Barbe-Bleue),  opéra de Béla Bartók, mise en scène de Pierre Barrat, au Château Kiener, à Colmar.
  - Le nez (rôle : Kovalev), opéra de Dmitri Chostakovitch, mise en scène de Pierre Barrat, à l'Opéra du Rhin.
  - 1980 : Les Liaisons Dangereuses (rôle : Valmont), mise en scène de Pierre Barrat, opéra épistolaire de Claude Prey, d'après le roman de Choderlos de Laclos, à l'Opéra du Rhin[2].
  - Paulina (rôle : le Comte Michele) de Claude Prey, mise en scène de Pierre Barrat, au Musée d'Art Moderne.
  - 1982 : Temboctou, mise en scène de Pierre Barrat, Gilberte Tsaï ; texte de Bernard Chartreux ; musique de François-Bernard Mâche ; d'après René Caillié; au Cloître des Carmes (Avignon)[3].
  - 1984 : A propos de Phèdre (rôle : Thésée), d'après Phèdre de Jean Racine et Hippolyte et Aricie de J. P. Rameau, direction musicale W. Christie, Théâtre de Grammont (Montpellier)[4].
  - 1984 : Vie de Robert le Diable (rôle : le Diable), d'Ahmed Essyad, mise en scène de Pierre Barrat, à la Maison de la Culture de Rennes[5].
- Avec la compagnie Opéra-Tréteaux, mises en scène d'Erik Krüger : 
  - 1974 : La Farce de Maître Pathelin (rôle : le drapier), de Henri Barraud, au Festival de Saint-Emilion.
  - 1975 : Georges Dandin (rôle : M. de Sottenville), d'Alexandre Tansmann, direction musicale de Daniel Chabrun, au Festival de Sarlat.
  - 1979 : Le Roi Gordogane (rôle : Le Roi), de Henri Barraud, direction musicale de Jacques Pernoo, aux Entrepôts Lainé de Bordeaux.
  - Bastien et Bastienne (rôle : Colas), de Mozart, au Mai musical de Bordeaux.
  - « Micromégas » (rôle titre) de Paul Méfano , d’après le conte de Voltaire .

- A Radio-France, Saison lyrique de 1975 à 1985 :
  - La Flûte enchantée (rôle : Les hommes d’armes) de Mozart.
  - Messe en ut de Mozart.
  - Roméo et Juliette (rôle : Grégorio) de Gounod.
  - Alceste (rôle : Le Hérault , l’Oracle , un Dieu infernal) de Glück.
  - Pulcinella de Stravinsky.
  - Petite Messe Solennelle de Rossini.
  - Jeanne d'Arc de Tchaikosky .

### Depuis 1985
- 1985 : 
  - Rodelinda (rôle : Garibaldo), de Haendel, mise en scène de Pierre Barrat, direction musicale de Philippe Herreweghe, à l'Opéra de Colmar.
  - La Flûte enchantée (rôle : der Sprecher), de Mozart, mise en scène d'Yvan Rialland, direction musicale de Marc Soustrot, à l'Opéra d'Angers et Nantes.
- 1986 : 
  - Les contes d'Hoffmann (rôle : Les Diables), de Jacques Offenbach, mise en scène de Richard Dembo, direction musicale Henri Gallois, à l'Opéra de Lille[6].
  - Dialogues des Carmélites (rôle : le Marquis de la Force), de Francis Poulenc, mise en scène de René Terrasson, direction musicale de Théodore Guschlbauer, à l'Opéra du Rhin et au Théâtre des Champs-Élysées[7].
  - L'amor vien dal destino, de Steffani, mise en scène d'Isabelle Pousseur, direction musicale de Philippe Herreweghe, en tournée.
- 1987 : 
  - Cosi fan tutte (rôle : Alfonso), de Mozart, mise en scène Elisabeth Navratil, à l'Opéra de St Étienne[8].
  - Psyché, de Lully, mise en scène de Jean-Claude Penchenat, direction musicale Jean-Claude Malgoire, au Festival d’Aix en Provence[9].
  - Alceste , de Lully . direction musicale Jean-Claude Malgoire , au Festival de Gstaad .
- 1988
- Freischutz ( Kaspar ) de Weber . mise en scène Philippe Godefroid 
  - La Flûte enchantée (rôle : der Sprecher), de Mozart, direction musicale de Robert Martignoni, à l'Opéra de Rennes.
  - Les Noces de Figaro (rôle : Le Comte), de Mozart, mise en scène André Batisse, à l'Opéra de Reims.
  - Don Giovanni (rôle : Don Giovanni), de Mozart, mise en scène de Jean-Jacques Etcheverry, direction musicale de Guy Condette, à l'Opéra de Limoges.
  - Le Barbier de Séville (rôle : Basile) de Rossini, mise en scène de Ariel Garcia-Valdes, direction musicale d'Olivier Dejours, au Festival de Saint-Céré.
  - Tancrède de Campra . mise en scène de J-Cl Penchenat , direction musicale Jean-Claude Malgoire . Atelier lyrique de Tourcoing ;
- 1989
- Ciboulette (Duparquet ) de Reynaldo Hahn, mise en scène Philippe Godefroid .  
  - Le Testament de Tante Caroline (rôle : le Notaire), d'Albert Roussel, mise en scène de Jean-Louis Pichon et Alain Terrat, direction musicale de Bruno Membrey, à l'Opéra de Saint-Étienne et Tourcoing.
  - Dialogues des Carmélites (rôle : le Marquis de la Force), de Francis Poulenc, mise en scène de Dominique Leverd, direction musicale de Claude Schnitzler, à l'Opéra de Tours[10].
  - Le Maître et Marguerite (rôle : Le médecin), de York Höller, mise en scène de Hans Neuenfels, direction musicale de Lothar Zagrosek, à l'Opéra de Paris[11].
  - Le Barbier de Séville (rôle : Bartolo) de Rossini, mise en scène de Michel Jarry, direction musicale de Jean-Yves Ossonce, Opéra de Tours.
- 1990 : 
  - Pelléas et Mélisande (rôle : Golaud), de Debussy, mise en scène Erik Krüger, direction musicale Jean-Marc Cochereau, au Festival de Loches.
  - La Flûte enchantée (rôle : der Sprecher), mise en scène Albert-André Lheureux, direction musicale Robert Martignoni, à l'Opéra de Tours[12].
  - La Traviata (rôle : Giorgio Germont) de Verdi, mise en scène d'Yvan Rialland, à l'Opéra d'Angers.
  - L'Arche de Noé (rôle : Noé) de Benjamin Britten, mise en scène de Charlotte Nessi, à l'Opéra-Bastille.
- 1991 :
  - Tosca (rôle : Scarpia), de Puccini, mise en scène Michel Jarry, direction musicale Robert Martignoni, Opéras de Rennes et Angers.
  - Norma (rôle : Oroveso), de Bellini, mise en scène Yvan Rialland, direction musicale Jean-Yves Ossonce, Opéra de Tours[13].
  - Fidelio (rôle : Don Fernando), de Beethoven, mise en scène Albert-André Lheureux, direction musicale Robert Martignoni, Opéra de Tours[13].
  - Fidelio (rôle : Rocco), de Beethoven, mise en scène Erik Krüger, direction musicale Jean-Marc Cochereau, Festival de Loches.
  - Ciboulette (rôle : Duparquet) de Reynaldo Hahn, mise en scène de Philippe Godefroid, direction musicale Mélanie Thiébaut, à l'Opéra de Nantes et Metz.
  - Le Barbier de Séville (rôle : Basile) de Rossini, mise en scène d'Ariel Garcia Valdes, direction musicale d'Olivier Dejours, en tournée.
  - Gustave III (rôle : Ankaström) d'Auber, direction musicale de Michel Swierczewski, au Théâtre impérial de Compiègne.
- 1992 :
  - Cenerentola (rôle : Alidoro), de Rossini, mise en scène Charles Roubaud, direction musicale Jean-Yves Ossonce, Opéra de Tours[13].
  - Faust (rôle : Méphisto), de Gounod, mise en scène Erik Krüger, direction musicale Jean-Marc Cochereau, Festival de Loches.
  - Mignon (Rôle : Lothario), de A. Thomas, mise en scène de Pierre Jourdan, direction musicale de Jean Fournet, Théâtre impérial de Compiègne.
  - Esclarmonde (rôle : l’évêque de Blois), de Massenet, mise en scène de Claude d’Anna, direction musicale de Patrick Fournillier, Festival Massenet de Saint-Étienne et à l'Opéra-Comique de Paris.
  - Les Noces de Figaro (rôle : le Comte), de Mozart, mise en scène de Yvan Rialland, direction musicale de Paul Ethuin, Opéra d’Angers.
- 1993 : 
  - Gianni Schicchi (rôle : Gianni Schicchi), de Puccini, mise en scène d'André Batisse, direction musicale de Jean-Yves Ossonce, Opéra de Tours[14].
  - Lucia de Lammermoor (rôle : Raimondo), de Donizetti, mise en scène d'Antoine Selva, direction musicale de Yoshinori Kikuchi, Opéra de Tours[14].
  - Turandot (rôle : Timur), de Puccini, mise en scène d'Antoine Selva, direction musicale de Jean-Yves Ossonce, Opéra de Tours[15].
  - Les Pêcheurs de perles (rôle : Nourabad), de Bizet, mise en scène d'Antoine Bourseiller, direction musicale de Robert Martignoni, Opéra de Tours.
  - Fidelio (rôle : Rocco) de Beethoven, mise en scène d'Erik Krüger, direction musicale Jean-Marc Cochereau, au Festival de Loches.
  - Mozart et Salieri (rôle : Salieri), de Rimsky-Korsakov, mise en scène d'André Batisse, direction musicale de Jean-Yves Ossonce, Festival d'Epernay.
- 1994 :
  - La Traviata (rôle : Giorgio Germont), de Verdi, mise en scène de Christiane Issartel, direction musicale de Jean-Yves Ossonce, Opéra de Tours[16].
  - Le Pauvre Matelot (rôle : le Père) de Milhaud, mise en scène de Christian Gangneron, Opéra en Ile-de-France.
  - Les enfants d'Izieu, livret de Rolande Causse ; musique de Nguyen Thien Dao, à la Chartreuse de Villeneuve-lez-Avignon[17].
  - Isabelle et Pantalon (rôle : Pantalon), de Roland Manuel-Max Jacob, mise en scène de Max Charruyer, au Festival de Quimper.
  - Thaïs (rôle : Palémon), de Massenet, mise en scène d'Antoine Selva, direction musicale de Jean-Yves Ossonce, Opéra de Tours[18].
- 1995 : 
  - Cosi fan Tutte (rôle : Alfonso), de Mozart, mise en scène de Albert-André Lheureux, direction musicale de Jean-Yves Ossonce, Opéra de Tours[18].
  - Dialogues des Carmélites (rôle : le Marquis de la Force), de Poulenc, mise en scène de Guy Coutances, direction musicale de Jacques Mercier, Opéra en Ile-de-France.
  - Prova d'orchestra, mise en scène de Georges Lavaudant, musique de Giorgio Battistelli, à l'Opéra du Rhin[19].
  - Les Noces, de Stravinsky, à l'Opéra-Bastille.

- 1996 
  - Le Barbier de Séville (rôle : Basile), de Rossini, mise en scène d'Ariel Garcia-Valdes, direction musicale de Dominique Rouits, Opéra de Massy.
  - Roméo et Juliette (rôle : Capulet), de Gounod, mise en scène de Yves Lefebvre, direction musicale de Jean-Yves Ossonce, Opéra de Tours[20].
  - Créations d’André Bon, Claudio Ambrosini, et G. Carissimi, mise en scène de Christian Gangneron, direction musicale de Brian Schembri.
  - Owen Wingrave (rôle : Spencer Coyle), de Britten, mise en scène de Pierre Barrat, direction musicale de Claude Schnitzler, Opéra du Rhin.

- 1997 
  - La Flûte enchantée (rôle : der Sprecher), de Mozart, mise en scène de Albert-André Lheureux, direction musicale de Claude Schnitzler.
  - La Dame blanche (rôle : Gaveston), de Boeldieu, mise en scène de Jean-Louis Pichon, direction musicale de Dominique Trottein, Opéra de Tours, Opéra de Saint-Étienne[21].
  - Owen Wingrave (rôle : Spencer Coyle), de Britten, mise en scène de Pierre Barrat, Opéra-Comique de Paris, Opéra en Ile-de-France.
  - Les Noces de Figaro (rôle : Bartolo), de Mozart, mise en scène de Pierre Jourdan, direction musicale de Jérôme Pillement, Théâtre impérial de Compiègne.

- 1998
  - Le Dernier Jour de Socrate (rôle : Socrate), opéra de Graciane Finzi, sur un livret de Jean-Claude Carrière, mise en scène de Stefan Grögler, direction musicale de Andreas Stoehr à l'Opéra Comique de Paris[22].
  - Pelléas et Mélisande (rôle : Arkel), de Debussy, mise en scène de Pierre Médecin, direction musicale de Georges Prêtre, Opéra-Comique de Paris.
  - Les Noces de Figaro (rôle : Bartolo), de Mozart, mise en scène de Jean-Claude Auvray, direction musicale de Jean-Yves Ossonce, Opéra de Tours[23].
  - La Jolie fille de Perth (rôle : Glover), de Bizet, mise en scène de Pierre Jourdan, direction musicale de Jérôme Pillement, Théâtre impérial de Compiègne.
  - Les oiseaux de passage, de Fabio Vacchi, sur un livret de Myriam Tanant, direction musicale de Claire Gibault, à l'Opéra national de Lyon.

- 1999
  - Fidelio (rôle : Pizarro), de Beethoven, mise en scène de Albert-André Lheureux, direction musicale de Patrick Fournillier, Opéra de Saint-Étienne.
  - Pelléas et Mélisande (rôle : Arkel), opéra de Claude Debussy, d'après la pièce de Maurice Maeterlinck, mise en scène de Pierre Médecin, direction musicale de Georges Prêtre, à l'Opéra Comique de Paris[24].
  - La dame blanche (rôle : Gaveston), opéra de François Adrien Boïeldieu, mise en scène de Jean-Louis Pichon, direction musicale de Claire Gibault, chorégraphie de Bernard Pisani, à l'Opéra Comique de Paris[25].
  - Dialogues des Carmélites (rôle : Marquis de la Force), de Poulenc, mise en scène de Gilles Bouillon, direction musicale de Dominique Trottein, Opéra de Tours[26].
  - Manon (rôle : Comte des Grieux), de Massenet, mise en scène de David Mac Vicar, direction musicale de Jean-Pierre Haeck, Opéra royal de Wallonie.

- 2000 
  - Manon (rôle : Mr de Brétigny), de Massenet, mise en scène de Nicolas Joël, direction musicale de Marc Minkowsky, Opéra de Monte-Carlo.
  - Contes d’Hoffmann (rôle : les diables, Doublure de Samuel Ramey), de Offenbach, mise en scène de Robert Carsen, direction musicale de James Conlon, Opéra de Paris-Bastille[27].
  - Dialogues des Carmélites (rôle: Marquis de la Force), de Poulenc, direction musicale de Marc Soustrot, Beethovenhalle de Bonn.
  - Dialogues des Carmélites (rôle : le Marquis de la Force), de Francis Poulenc, mise en scène de Robert Carsen, direction musicale de Riccardo Muti, à la Scala de Milan.
  - Don Quichotte (rôle : Don Quichotte, Doublure de Samuel Ramey), de Massenet, mise en scène de Gilbert Deflo, direction musicale de James Conlon, Opéra de Paris-Bastille[28].
  - La Voie écarlate (rôle : le Père), de Jacques Castérède, livret de Michel Serres, mise en scène de Jean-François Gardeil, direction musicale de Marc Trautmann, Théâtre d’Agen.
  - Le Barbier de Séville (rôle : Basile), de Rossini, direction musicale de Giuseppe Grazioli, Opéra de Metz.
  - L’Enfance du Christ (rôle : Hérode), de Berlioz, direction musicale de Fabio Luisi, Accademia Santa Cecilia de Rome.

- 2001
  - Bérénice (rôle : Mucien), d'Albéric Magnard, mise en scène de Charles Roubaud, direction musicale de Gaetano Delogu, Opéra de Marseille.
  - Pelléas et Mélisande (rôle : Arkel) de Debussy, mise en scène de Philippe Favier, direction musicale de Giuseppe Grazioli, Opéra de Saint-Étienne.
  - Les Noces de Figaro (rôle : Bartolo) de Mozart, mise en scène de Bernard Broca, direction musicale de Antonello Allemandi, Festival d’Antibes.
  - Pelléas et Mélisande (rôle : Arkel), de Debussy, mise en scène de Richard Jones, direction musicale de Massimo Zanetti, Opéra des Flandres.
  - Viva la mamma (rôle : le Directeur) de Donizetti, mise en scène de Stefan Grögler, direction musicale de Dominique Trottein, Opéra de Montpellier.

- 2002
  - Les Noces de Figaro (rôle : Bartolo) de Mozart, direction musicale de Patrick Fournillier, Opéra de Saint-Étienne.
  - Pelléas et Mélisande (rôle : Golaud), de Debussy, direction musicale d'Ed Spanjaard, Orchestre symphonique de Maastricht.
  - L’Enfance du Christ (rôle : Hérode), de Berlioz, direction musicale de Laurent Campellone, Festival de Marseille.
  - Manon (rôle : Comte des Grieux) de Massenet, mise en scène de Nicolas Joël, direction musicale de François-Xavier Bilger, Opéra d’Avignon.
  - La Flûte enchantée (narrateur en place des dialogues), de Mozart, direction musicale de Marc Minkowski, Festival de Montpellier.
  - Juliette (rôles : vieil arabe, vieux matelot) de Martinù, mise en scène de Richard Jones, direction musicale de Marc Albrecht, Opéra de Paris-Garnier[29].

- 2003  
  - Médée (rôle : Akamas), de Michèle Reverdy, sur un livret de Bernard Banoun et Kai Stefan Fritsch, direction musicale Pascal Rophé, à l'Opéra national de Lyon[30].
  - Werther (rôle : le Bailli), de Massenet, mise en scène de Jean-Louis Pichon, direction musicale de Patrick Fournillier.
  - Dialogues des Carmélites (rôle : Marquis de la Force), de Poulenc, mise en scène de Jean-Louis Pichon, Maestranza de Séville.
  - La Traviata (rôle : le Docteur), de Verdi, mise en scène de Jonathan Miller, direction musicale de Nicola Luisotti, Opéra de Paris-Bastille[31].
  - Le Clavier fantastique (rôle : le Compositeur), de Graciane Finzi, direction musicale de Edmon Colomer, Orchestre de Picardie, direction musicale de Pierre–Michel Durand, Orchestre de Saint-Quentin (78).
  - Les Noces de Figaro (rôle : Bartolo), de Mozart, mise en scène de Petrika Ionesco, direction musicale d'Antonello Allemandi, Festival de Lacoste.
  - La Flûte enchantée (rôle : der Sprecher) de Mozart, mise en scène de Jean Liermier, direction musicale de Sébastien Rouland, Opéra de Marseille.

- 2004
  - Don Giovanni (rôle : le Commandeur), de Mozart, mise en scène de Christian Gangneron, direction musicale de Patrick Fournillier, Opéra de Saint-Étienne.
  - Manon (rôle : Mr de Brétigny) de Massenet, mise en scène de Gilbert Deflo, direction musicale de Gary Bertini, Opéra de Paris-Bastille[32].
  - Pelléas et Mélisande (rôle : Arkel), opéra de Claude Debussy, d'après la pièce de Maurice Maeterlinck, mise en scène de Graham Vick, direction musicale de Louis Langrée, au Festival de Glynebourne[33].
  - La Flûte enchantée (rôle : der Sprecher), de Mozart, mise en scène de Petrika Ionesco, direction musicale de Antonello Allemandi, Festival de Lacoste.
  - L’Aiglon (rôle : Maréchal de Marmont), de Ibert-Honegger, mise en scène de Caurier-Leiser, direction musicale de Patrick Davin, Opéra de Marseille.
  - Pelléas et Mélisande (rôle : Arkel), de Debussy, mise en scène de Graham Vick, direction musicale de Pascal Rophé, Glyndebourne Tour.
  - Pelléas et Mélisande (rôle : Arkel), de Debussy, direction musicale de Marc Soustrot, Maestranza de Séville.

- 2005
  - Dialogues des Carmélites (rôle : Marquis de la Force), de Poulenc, mise en scène de Jean-Louis Pichon, direction musicale de Jean-Luc Tingaud, Opéra de Saint-Étienne.
  - Pelléas et Mélisande (rôle : Arkel), opéra de Claude Debussy, d'après la pièce de Maurice Maeterlinck, mise en scène de Pierre Médecin, direction musicale de Georges Prêtre, à la Scala de Milan.

- 2006
  - Pelléas et Mélisande (rôle : Arkel), de Debussy, mise en scène de Vincent Vittoz, direction musicale de Nicolas Krüger, Opéra de Rouen.
  - Werther (rôle : le Bailli), de Massenet, mise en scène de Jean-Louis Pichon, direction musicale de Pascal Verrot, Opéra de Bordeaux
  - La Traviata (rôle : le Docteur) de Verdi, mise en scène de Paul-Emile Fourny, direction musicale de Bruno Ferrandis, Festivals d’Antibes et de Lacoste.
  - Juliette (rôles : Vieil arabe, Vieux matelot), de Martinù, mise en scène de Richard Jones, direction musicale de Jiri Belohlavek, Opéra de Paris-Bastille[34].
  - Contes d’Hoffmann (rôles : Luther et Crespel) de Offenbach, mise en scène de Nicolas Joël, direction musicale de Emmanuel Vuillaume, Teatro Real de Madrid.

- 2007
  - Le roi d'Ys (rôle : le roi d'Ys), d'Edouard Lalo, mise en scène de Jean-Louis Pichon, direction musicale de Laurent Campellone, au Grand Théâtre Massenet à Saint-Étienne[35].
  - Mireille (rôle : Ramon), de Gounod, mise en scène de Paul-Emile Fourny, direction musicale de Alain Guingal, Opéra de Toulon.
  - Ariane et Barbe-bleue (rôle : un vieux paysan), de Dukas, mise en scène de Anna Viebrock, direction musicale de Sylvain Cambreling, Opéra de Paris-Bastille[36].
  - Tosca, de Giacomo Puccini, mise en scène de Werner Schroeter, direction musicale de Nicola Luisotti, à l'Opéra national de Paris-Bastille[37].

- 2008
  - Dialogues des Carmélites (rôle : Marquis de la Force), de Poulenc, mise en scène de Robert Carsen, direction musicale de Jean-Claude Casadesus, Nicolas Krüger, Opéra des Flandres.
  - Contes d’Hoffmann (rôles : Luther, Crespel), de Offenbach, mise en scène de Nicolas Joël, direction musicale de Yves Abel, Capitole de Toulouse.
  - Ariane et Barbe-bleue (rôle : un vieux paysan), de Dukas, mise en scène de Anna Viebrock, direction musicale de Sylvain Cambreling, Kobé et Tokyo (tournée).
  - Les Noces de Figaro (rôle : Antonio) de Mozart, mise en scène de Jean-François Sivadier, direction musicale de Emmanuelle Haïm, Opéra de Lille, Théâtre des Champs-Élysées.
- 2009
  - Roméo et Juliette (rôle : Frère Laurent), de Gounod, mise en scène de Jean-Christophe Mast, direction musicale de Laurent Campellone, Opéra de Saint-Étienne.
  - Werther (rôle : Johann), de Massenet, mise en scène de Jürgen Rose, direction musicale de Kent Nagano, Jean-François Verdier, Opéra de Paris-Bastille[38].
  - Tosca (rôle : il Carceriere), de Puccini, mise en scène de Werner Schroeter, direction musicale de Stefan Solyom, Opéra de Paris-Bastille[39].
  - Périchole (rôle : Panatellas), d'Offenbach, mise en scène de Bérengère Jannelle, direction musicale de Jean-Claude Casadesus, Nicolas Krüger, Opéra de Lille.
- 2010
  - Werther (rôle : Johann), de Jules Massenet, mise en scène de Benoît Jacquot, direction musicale de Michel Plasson, à l'Opéra national de Paris[40].
  - Les Troyens (intégrale) (rôle : Roi Priam), de Berlioz, mise en scène de Pierre Audi, direction musicale de John Nelson, Opéra d’Amsterdam.
  - Les Noces de Figaro (rôle : Antonio), de Mozart, mise en scène de Giorgio Strehler – H. Camerlo, direction musicale de Philippe Jordan, Opéra de Paris-Bastille[41].
- 2011
  - Contes d’Hoffman (rôles : Luther, Crespel), d'Offenbach, mise en scène de Nicolas Joël, direction musicale de Marc Soustrot, Denis Segond, Opéra de Bergen (Norvège).
  - Tosca (rôle : il Carceriere), de Puccini, mise en scène de Werner Schroeter, direction musicale de Renato Palumbo, Opéra de Paris-Bastille[42].
  - Les Noces de Figaro (rôle : Antonio) de Mozart, mise en scène de Giorgio Strehler-H. Camerlo, direction musicale de Dan Ettinger, Opéra de Paris-Bastille[43].
- 2012
  - Manon (rôle : l’Hôtelier), de Massenet, mise en scène de Coline Serreau, direction musicale de Evelino Pido, Opéra de Paris-Bastille[44].
  - Tosca (rôle : il Carceriere), de Puccini, mise en scène de Werner Schroeter, direction musicale de Paolo Carignani, Opéra de Paris-Bastille[42].
  - Les noces de Figaro (rôle : Antonio), de Mozart, mise en scène de Giorgio Strehler, direction musicale de Evelino Pido, à l'Opéra national de Paris-Bastille[45].
- 2013 : Manon (rôle : l’Hôtelier), de Massenet, mise en scène de Laurent Pelly, direction musicale de Jesus Lopez-Cobos, Capitole de Toulouse.
- 2014
  - Werther (rôle : Johann), de Massenet, mise en scène de Benoît Jacquot, direction musicale de Michel Plasson, Opéra de Paris-Bastille[46].
  - Werther (rôle : Johann), de Massenet, mise en scène de Laurent Fréchuret, direction musicale de Laurent Campellone, Opéra de Saint-Étienne.
  - La Vie Parisienne (rôle : le Baron), de Offenbach, mise en scène de Waut Koeken, direction musicale de Claude Schnitzler, Opéra du Rhin.
- 2015 : Tosca (rôle : le Sacristain), de Puccini, mise en scène de Louis Désiré, direction musicale de David Reiland, Opéra de Saint-Étienne.
- 2016 : Le Roi d’Ys (rôle : Saint Corentin), de Lalo, mise en scène de Jean-Louis Pichon, direction musicale de José-Luis Dominguez, Opéra de Saint-Étienne.
- 2017 : 
  - Werther  de Massenet (rôle : le bailli) mise en scène de Paul-Emile Fourny, direction musicale de David T. Heusel, Opéra de Metz, Opéra de Massy, Opéra de Reims.
  - Soirée Offenbach, conception et mise en espace, Instant Lyrique à Elephant Paname Paris.
  - 2018 Carmen de Bizet (rôle : Zuniga) mise en scène de Jean-Louis Grinda , direction musicale de Andrea Molino , Capitole de Toulouse
  - 2019 Werther de Massenet (rôle : le bailli) mise en scène de Nicolas Joël , direction musicale de Jean-François Verdier , Capitole de Toulouse
  - 2020 Traviata de Verdi (rôle : le Docteur) mise en scène de Paul-Emile Fourny , direction musicale de David Reiland , Opéra de Metz
  - 2021 Frankenstein junior de Mel Brooks (rôle: l'ermite) mise en scène de Paul-Emile Fourny , direction musicale de Aurélien Azan-Zielenski
  - 2022 Elektra de R. Strauss (rôle : le vieux serviteur) mise en scène Robert Carsen , direction musicale de Semyon Bychkov opéra Bastille
  - 2022 Frankenstein junior reprise . Opéra de Metz
  - 2024 Pelléas et Mélisande de Debussy (rôle : le docteur) mise en scène Eric Ruf , Capitole de Toulouse

## Discographie
- Jeux de Saint-Nicolas (Studio der Fruhen Müsik), E.M.I. Réflexe

- 1976 : Messes polyphoniques de l'Ars Nova : Extraits du Manuscrit d'Apt, Arion[47]

- Office de Saint Juvénal, Erato

- 1989 : Messe de Saint Wenceslas de Michna, R.C.A.[48]

- Motets de Mendelssohn

- 1979 : Messe pour la Paix de Kieffer, Amino
- 1974 : Les Indes Galantes de Rameau, Sony[49]
- 1982 : Tistou les pouces verts de Sauguet, Ades[50]

- Madrigaux de G.Arrigo, Erato

- Gustave III de Auber (Prix Massenet –Académie du disque), Arion

- 1995 : Esclarmonde de Massenet, Koch

- 1998 : Grisélidis de Massenet, Koch

- Les Noces de Figaro de Mozart, Théâtre français de la Musique

### DVD
- 1996 : Mignon d’Ambroise Thomas, Théâtre français de la Musique

- Les Noces  de Figaro de Mozart, Théâtre français de la Musique

- 1998 : La jolie fille de Perth de Bizet, Théâtre français de la Musique

- Les Noces de Figaro de Mozart, Opéra de Paris – BelAir

- Werther de Massenet, Opéra de Paris - Decca

## Télévision
- Le procès du jeune chien de Henri Pousseur et Michel Butor
- Tistou les pouces verts de Henri Sauguet et Maurice Druon
- Mignon «  d’Ambroise Thomas, Production du Théâtre français de la Musique
- La jolie fille de Perth «  de Bizet , Production du Théâtre français de la Musique
- Pelléas et Mélisande de Debussy, Opéra-Comique, Prod. Médecin-Prêtre
- Les Noces de Figaro de Mozart , Opéra de Paris, Prod. Strehler-Camerlo
- Werther de Massenet, Opéra de Paris, Prod. Benoît Jacquot
- Werther de Massenet, Opéra de Metz, Prod. Paul-Emile Fourny